# Geoffroy II du Perche
Geoffroy II du Perche (Godofredo, c. 1033-1 de octubre de 1100) fue un noble francés de origen normando, conde de Mortagne y señor de Nogent desde 1060 hasta 1090 y conde de Perche de 1090 hasta su muerte. Era hijo de Rotrou de Châteaudun y de Adelise (Adeliza) de Domfront, hija de Warin de Domfront (hijo de Guillermo de Bellême).
Geoffroy sucedió a su padre en 1080, recibiendo los campos de Percheron (Mortagne-au-Perche y Nogent-le-Rotrou), mientras que su hermano menor Hugo recibió Châteaudun. Un tercer hermano, Rotrou, adquirió por matrimonio el señorío de Montfort-le-Rotrou.
Las crónicas mencionan que en torno a 1089, Geoffroy declaró la guerra a Roberto II de Bellême debido a una disputa territorial. Según Orderico Vital, Geoffroy impugnó la distribución de la herencia de Bellême entre Mabel de Bellême (la madre de Roberto) y Adeliza (su madre). La guerra fue larga y prolongada, pues las fuentes de la época informan en 1091 que el conflicto aún continuaba.
Se unió a Guillermo II de Normandía en su conquista normanda de Inglaterra y participó en la batalla de Hastings, por lo que recibió por su servicio, como recompensa, una importante propiedad en Inglaterra.

## Herencia

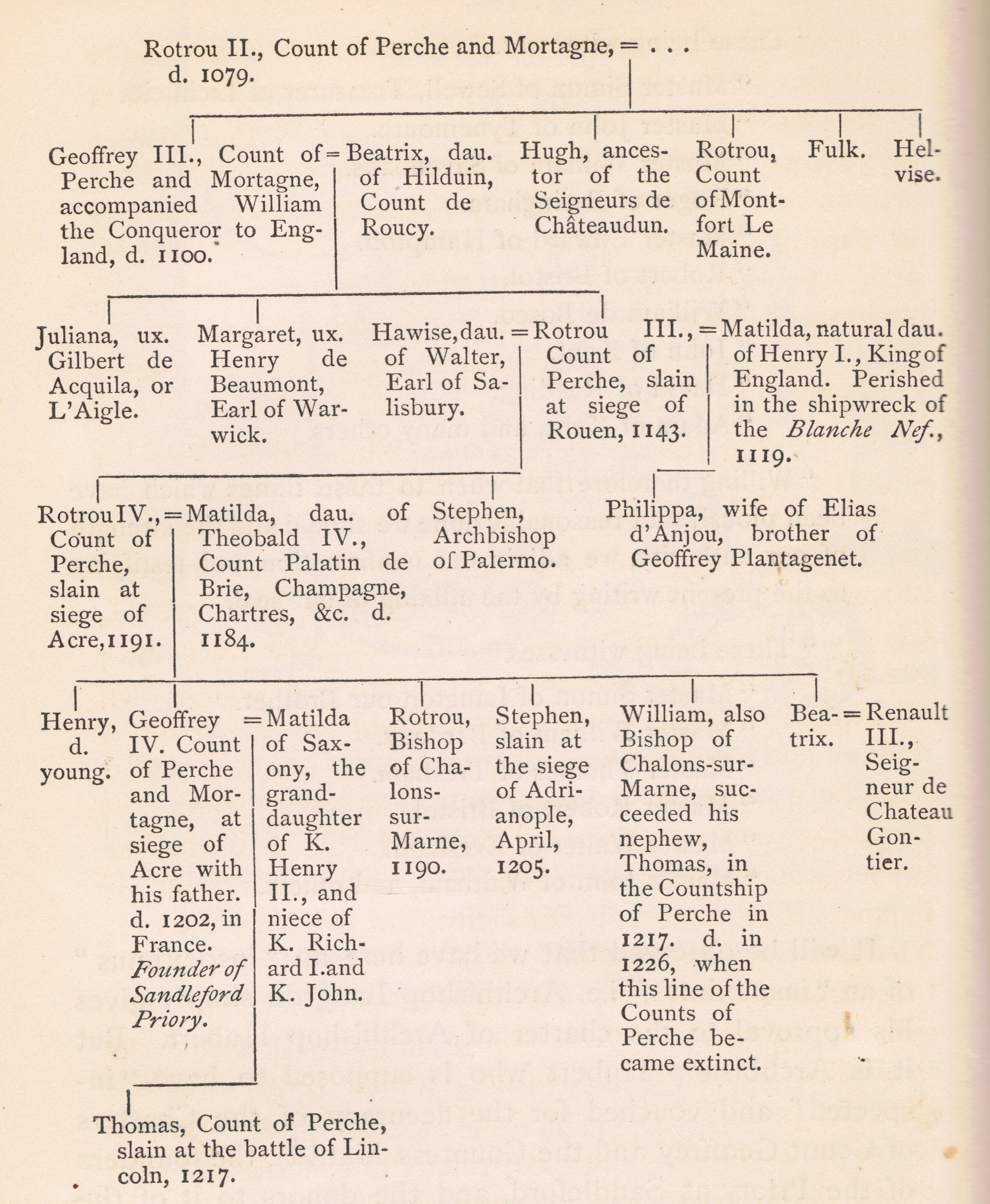
Árbol familiar propuesto para los condes de Perche.

Se casó con Béatrix du Montdidier, hija de Hilduin IV de Montdidier, y fruto de esa relación nacieron varios hijos:
- Rotrou III de Perche;
- Marguerite du Perche, esposa de Enrique de Beaumont, conde de Warwick;
- Juliane [Juliette] du Perche, casada con Gilbert de l'Aigle, señor de l'Aigle ;
- Mathilde, casada con Raymond de Turenne, vizconde de Turenne. En segundas nupcias con Guy de Lastours.